# روبرت لويس باري
روبرت لويس باري (بالإنجليزية: Robert L. Barry)‏ هو دبلوماسي أمريكي، ولد في 1934 في بيتسبرغ في الولايات المتحدة.

## وصلات خارجية
- روبرت لويس باري على موقع إن إن دي بي (الإنجليزية)